# 四碘化二磷
四碘化二磷是一种无机化合物，化学式为P2I4。它在有机化学中用作还原剂。它是最稳定的四卤化二磷物种。

## 制备
四碘化二磷可以由白磷和碘在四氯化碳或二硫化碳中反应得到，这个反应是链式反应：
P4 + 4 I2 → 2 P2I4
三氯化磷和碘化钾在无水介质中反应也能得到四碘化二磷。